# Ourilândia do Norte
Ourilândia do Norte är en kommun i Brasilien.   Den ligger i delstaten Pará, i den centrala delen av landet, 1 000 km norr om huvudstaden Brasília. Antalet invånare är 27 564.
I omgivningarna runt Ourilândia do Norte växer i huvudsak städsegrön lövskog. Trakten runt Ourilândia do Norte är nära nog obefolkad, med mindre än två invånare per kvadratkilometer.